# Monuments nationaux de Jablanica
Cet article recense les monuments nationaux situés sur le territoire de la municipalité de Jablanica en Bosnie-Herzégovine et dans la fédération de Bosnie-et-Herzégovine. La liste établie par la Commission pour la protection des monuments nationaux compte 5 monuments nationaux inscrits sur la liste principale.

## Monuments nationaux
| Monument                                           | Localité  | Géolocalisation | Datation                         | Commentaire éventuel                                           | Photo |
| -------------------------------------------------- | --------- | --------------- | -------------------------------- | -------------------------------------------------------------- | ----- |
| Ensemble commémoratif de la bataille de la Neretva | Jablanica |                 | Après la Seconde Guerre mondiale | Bataille de la Neretva (1943) ; musée, vestiges d'un pont etc. |       |
| Nécropole de Dugo polje                            | Blidinje  |                 | Moyen Âge                        | Avec 150 stećci                                                |       |
| Nécropole de Ponor                                 | Risovac   |                 | Moyen Âge                        | Avec 21 stećci                                                 |       |
| Nécropole de Risovac                               | Risovac   |                 | Moyen Âge                        | Avec 41 stećci                                                 |       |
| Site de Sovići                                     | Sovići    |                 | Préhistoire, Moyen Âge           | Tumuli préhistoriques ; nécropole avec des stećci              |       |